# اخترپیشانی گلوآبی
اخترپیشانی گلوآبی (نام علمی: Coeligena helianthea) گونه‌ای از مرغ‌های مگس در تبار «خورشیدرخشان‌تباران» (Heliantheini) در زیرتیرهٔ Lesbiinae است که در کلمبیا و ونزوئلا یافت می‌شود.